# Ficus aurea
Il fico strangolatore della Florida (Ficus aurea Nutt., 1846), comunemente conosciuto come higuerón, è un albero della famiglia delle Moracee, nativo della Florida, dei Caraibi, del Messico e dell'America Centrale.
Ficus aurea è un fico strangolatore. Nei fichi di questo tipo, la germinazione del seme normalmente avviene all'interno di un albero ospite, dopo la germinazione la pianta vivrà come epifita finché non riuscirà a raggiungere la terra. Queste piante possono raggiungere anche i 30 metri di altezza. Come tutti i fichi hanno un mutualismo obbligato con le vespe dei fichi: i fichi sono impollinati solo da queste vespe, e queste vespe possono riprodursi solo nei fiori del fico. L'albero dà cibo e fa da rifugio per diverse forme di vita tropicali tra cui uccelli, mammiferi, rettili ed invertebrati. Ficus aurea è utilizzato nella medicina tradizionale, come siepe e come ornamento sotto forma di bonsai.

## Descrizione

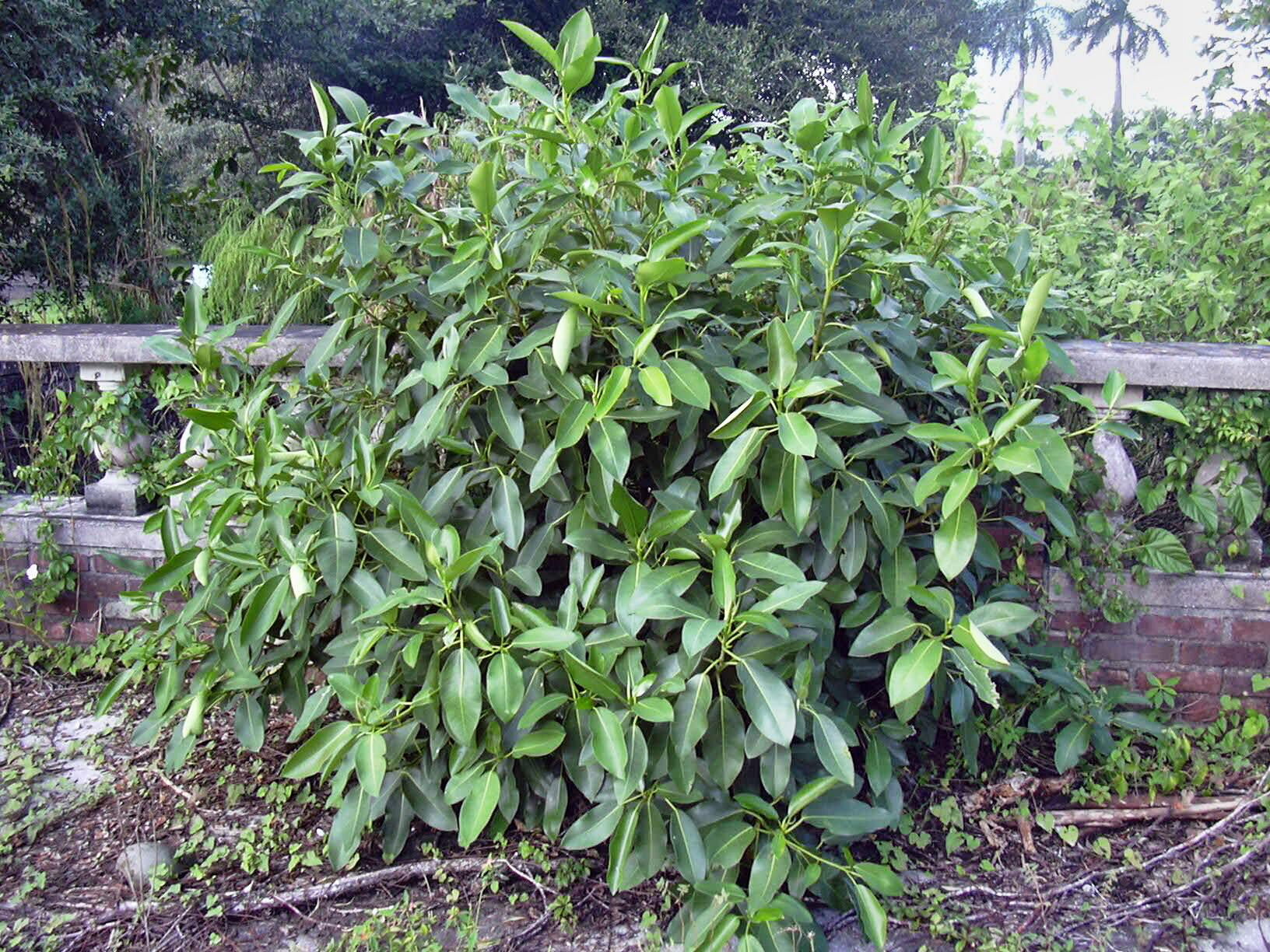
Un esemplare di Ficus aurea: sono evidenti le foglie di forma ellittica

Ficus aurea è un albero che può raggiungere l'altezza di 30 metri. È una pianta monoica, cioè ogni albero contiene sia le parti maschili che quelle femminili dei fiori. I fichi sono generalmente sempreverdi, ma il F. aurea rimane senza foglie per un breve periodo dell'inverno in Florida. La dimensione e la forma delle foglie sono variabili. Alcune foglie sono oblunghe o ellittiche con una base cuneiforme, mentre altre sono a cuore oppure ovate con cordate a base arrotondata. F. aurea presenta fichi disposti a coppie che durante la maturazione passano da verdi a gialli. Generalmente i fichi sono sessili, ma in alcune parti del nord Mesoamerica i fichi nascono attaccati ad un peduncolo.

## Biologia
Ficus aurea è impollinato dall'imenottero Pegoscapus mexicanus (Agaonidae).

## Tassonomia
Con oltre 800 specie, il genere Ficus (Moraceae) è uno dei più grandi generi tra le angiosperme (David Frodin del Chelsea Physic Garden l'ha indicato come il 31° più grande genere). Ficus aurea è classificato nel sottogenere Urostigma (i fichi strangolatori) e nella sezione Americana.